# Agua potable y saneamiento en América Latina
El acceso a agua potable y saneamiento básico en América Latina es insuficiente y además su calidad es inadecuada. Eso resulta en impactos negativos en la salud pública. La capacidad financiera limitada de los organismos encargados de proveer estos servicios y la institucionalidad débil del sector son factores que limitan las posibilidades de mejorar el acceso y la calidad de agua potable y saneamiento en el continente.
Pregunta: ¿Que tipo de agua potable abunda en América Latina?

## Acceso

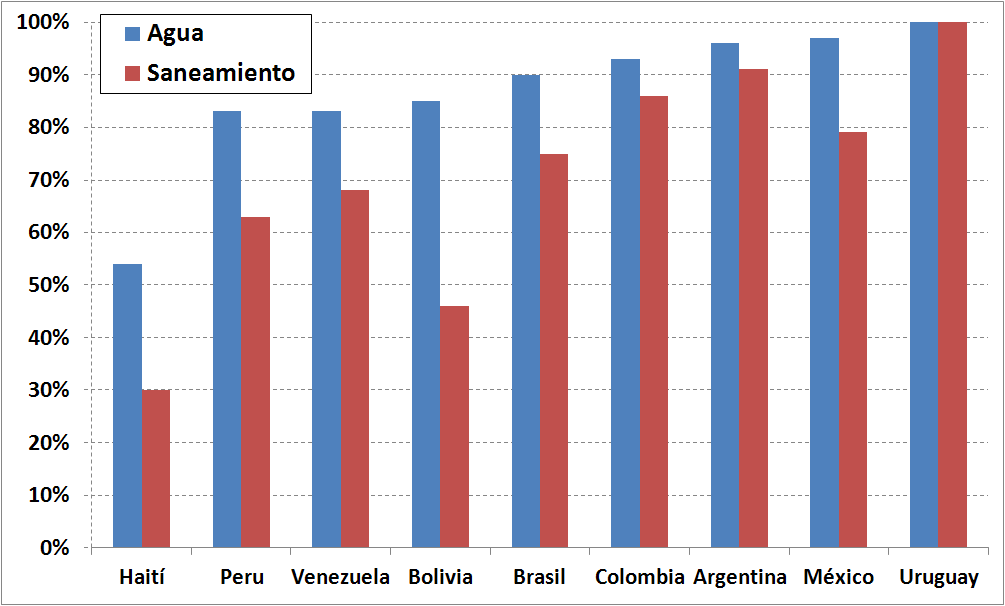
Cobertura de agua y saneamiento (definición amplia) en diversos países de América Latina en 2004. Fuente: World Health Organization (WHO)/UNICEF (2006): [https://web.archive.org/web/20080227154341/https://web.archive.org/web/20080227154341/http://www.wssinfo.org/pdf/JMP_06.pdf Meeting the MDG drinking water and sanitation target : the urban and rural challenge of the decade.

El acceso a agua y saneamiento en América Latina todavía es insuficiente. Además, se puede observar grandes diferencias de cobertura tanto entre como también dentro de muchos países. Según el programa conjunto de monitoreo de agua y saneamiento de la OMS y de UNICEF, en 2004 el porcentaje de la población que tenía acceso a una fuente mejorada de agua variaba entre el 54 % en Haití y el 100 % en Argentina, Uruguay o México. En total, 50 millones de personas o el 9 % de la población de América Latina y el Caribe no tenía acceso a una fuente mejorada de agua, y 125 millones o el 23 % no tenía acceso a saneamiento básico adecuado. Solamente el 51 % tenía acceso al alcantarillado. Solamente un estimado 15 % de las aguas residuales colectadas estaban dirigidas a plantas de tratamiento, las cuales no están funcionando adecuadamente en muchos casos. El 26 % de la población tenía acceso a formas de saneamiento básico adecuados otros que el alcantarillado, incluyendo tanques sépticos y varios tipos de  letrinas.

## Calidad de servicio
Los que tienen acceso al servicio de agua potable frecuentemente tienen un servicio de calidad dudosa. Muchas veces el servicio no es continuo, la presión es insuficiente y la calidad del agua es inadecuada. Sin embargo, en algunas ciudades la calidad de servicio es buena y comparable a la calidad en los países más desarrollados.
La calidad de este servicio de agua potable es inadecuada ya que la OMS (Organización Mundial de la Salud) el 80% de enfermedades infecciosas y parasitarias gastrointestinales y una tercera parte de la tasa de mortalidad se debe al uso y consumo de agua insalubre, la falta de saneamiento y la carencia del funcionamiento de los servicios sanitarios son una de las razones por las que enfermedades gastrointestinales continúan, según datos del Fondo de las Naciones Unidas para la Infancia (Unicef), alrededor de 1400 niños menores de cinco años mueren en América Latina a diario víctimas de enfermedades diarreicas relacionadas con la falta de acceso a agua potable y saneamiento inadecuado.
El agua hace posible el medio ambiente saludable pero, también puede ser el principal vehículo de trasmisión de enfermedades.

## Impacto en salud
El cólera reapareció en América el 4 de febrero de 1991, después de 100 años de ausencia, en gran medida debido a las condiciones lamentables de saneamiento.
El brote de la epidemia ocurrió en Chimbote en la costa norte del Perú. Inmediatamente hubo respuesta del Sector Salud acompanado por OPS/OMS.
Un punto importante para los Objetivos de Desarrollo del Milenio está en la integración de relaciones en agua, saneamiento y higiene. Una entidad que está impulsando esta tema es la campaña WASH.

## Responsabilidad institucional para proveer y regular servicios
Un resumen de las responsabilidades de provisión y de regulación de servicios de agua potable y saneamiento en América Latina se encuentra en la versión en inglés de este artículo (ver enlace a la izquierda abajo). Este artículo incluye también enlaces a artículos en inglés sobre el sector de agua y saneamiento en varios países de América Latina.

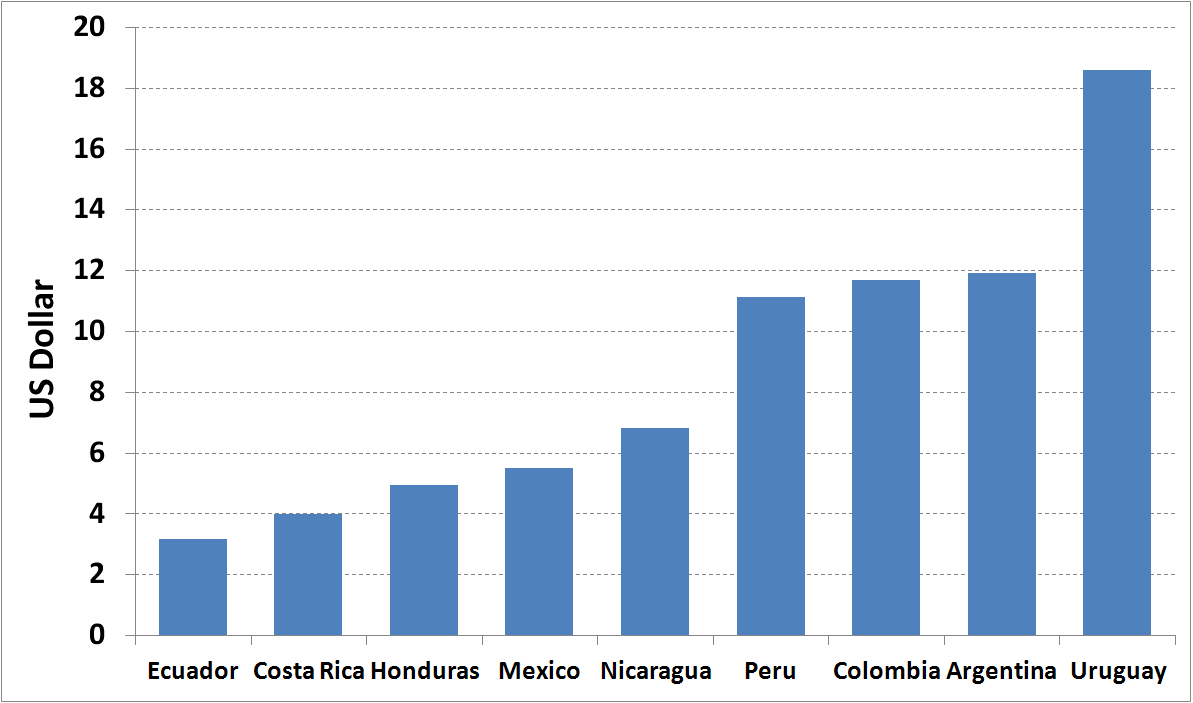
Inversión anual per cápita en agua potable y saneamiento en varios países latinos (promedio 1997-2003) en dólares de 2006

## Inversiones
El nivel de inversiones en el sector de agua potable y saneamiento en América Latina se estima del 0,12 % del PIB en los años noventa. Se necesita una gran parte de estas inversiones para mantener y rehabilitar la infraestructura existente. Sin embargo, el Banco Mundial estimó que las inversiones necesarias para aumentar la cobertura con el fin de lograr los Objetivos de Desarrollo del Milenio, sin incluir los gastos para mantenimiento y rehabilitación son por sí mismas del 0,12 % del PIB. Entonces, sería necesario un aumento notable para lograr los Objetivos de Desarrollo.
Las inversiones varían en gran escala en los diferentes países.